# Pont de Howrah
Le pont de Howrah (en anglais Howrah Bridge), est un pont routier de type cantilever qui franchit le Hooghly, un des bras du Gange, dans le Bengale occidental en Inde. Il est le sixième plus grand pont de ce type dans le monde.
Reliant la ville de Calcutta (aujourd'hui Kolkata) à Howrah - et desservant la grande gare de Howrah (gare principale de Calcutta) - il fut d'abord appelé le « Nouveau pont de Howrah » (New Howrah Bridge), avant d'être renommé, le 14 juin 1965, en Rabindra Setu en hommage au poète Rabindranath Tagore. Toutefois, il est communément connu sous le nom de pont de Howrah. 
Le pont de Howrah est l'un des quatre ouvrages majeurs du fleuve Hooghly et constitue un symbole célèbre de Kolkata et plus largement du Bengale-Occidental. Les autres ponts sont le Setu Vidyasagar (habituellement dénommé le deuxième Hooghly Bridge), le Setu Vivekananda et l'extraordinaire Nivedita Setu, le dernier né. Supportant non seulement les tempêtes du golfe du Bengale, il supporte un trafic journalier d'environ 80 000 véhicules et, probablement de plus d'un million de piétons.

## Un premier projet en 1862
En 1862, le gouvernement du Bengale demanda à George Turnbull, ingénieur en chef de la Compagnie des Indes de chemin de fer d’étudier la faisabilité de la construction d’un pont sur le fleuve Hooghly. Il venait de terminer la gare ferroviaire de Howrah. Il fit observer le 29 mars avec des dessins à grande échelle à l’appui qu’un pont à Calcutta nécessiterait des fondations très profondes en raison de l’importante épaisseur des sédiments et d’un coût exorbitant. L'obstacle à la navigation serait considérable. Il pensait qu’un meilleur emplacement pour le pont serait à Pulta Ghat, à une douzaine de miles au nord de Calcutta où un banc d'argile compacte existait à faible profondeur sous le lit de la rivière. En conclusion il recommanda et conçut un pont suspendu de cinq travées de 400 pieds et deux travées de 200 pieds. Mais le projet ne fut pas construit.

## Le projet définitif de 1937

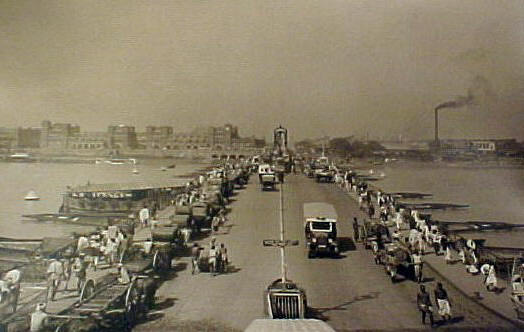
L'ancien pont flottant.

Le projet de construction d’un nouveau pont Howrah fut lancé en 1937. C’était l’époque des ponts cantilever, et les ingénieurs trouvaient que les ponts cantilever étaient plus résistants que les ponts suspendus. 
Prenant en compte les divers aspects liés à la construction tels que la navigation, l'hydraulique, les conditions de marée et les niveaux de trafic, Rendel Palmer & Tritton proposèrent un pont cantilever de 1500 pieds, avec une chaussée de 71 pieds de largeur et deux trottoirs de 15 pieds de largeur en encorbellement. 
Le contrat fut attribué à la société Cleveland Bridge & Engineering Co. Ltd de Darlington, avec une forte incitation à utiliser de l’acier fabriqué en Inde, ce qu’ils convinrent de faire. Sur les 26 500 tonnes au total de l'acier utilisé, Tata Iron and Steel Company fournit 23 500 tonnes d'acier et la fabrication fut réalisée par Braithwaite, Burn and Jessop Co. dans quatre usines de Calcutta.
Les deux énormes caissons qui ont été coulés (lors de la première phase de la construction) sont toujours les caissons les plus grands jamais coulés sur terre. On dit que lors du nettoyage du fond avant la pose, toutes sortes de choses curieuses ont été remontées, comme des ancres, des grappins, des canons, des boulets de canon, des récipients en cuivre, différentes pièces de monnaie. Quarante conducteurs de grue indiens ont été formés sur le tas et travaillèrent selon une rotation de trois fois 8 heures chacun. La mise en place du caisson fut menée à bien dans les délais, au rythme d'au moins un pied par jour.

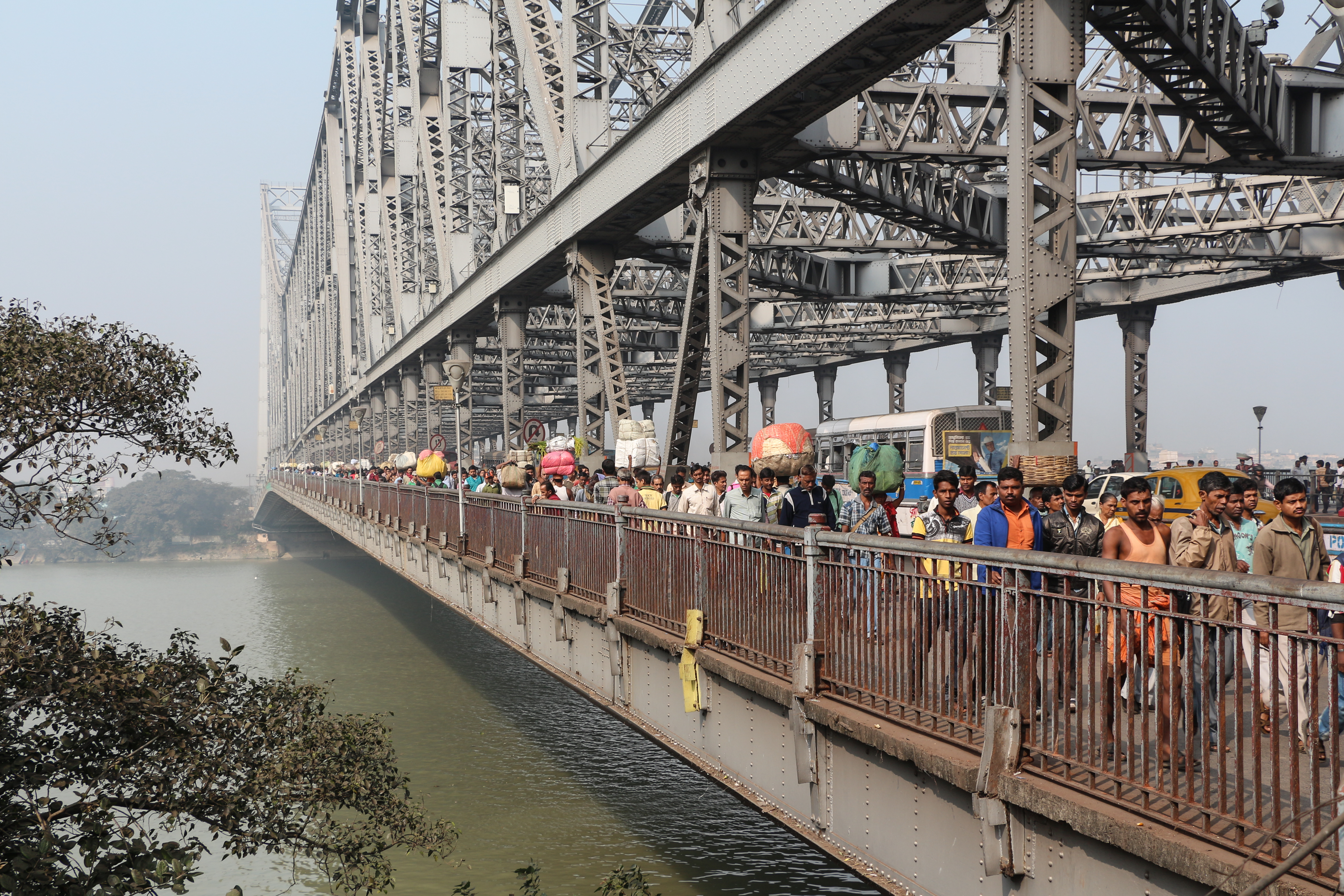
Sur le pont.

Une nuit, tout en remontant de la vase pour permettre au caisson de bouger, le sol de support céda et la masse entière s’enfonça de deux pieds, secouant le sol. L'impact de ce tremblement fut si intense que le sismographe à Khidirpore l’avait enregistrée comme un tremblement de terre et un temple hindou sur la rive fut détruit, et dut être reconstruit. En dépit de ces conditions difficiles, les caissons furent placés aux bons emplacements.
Pour maintenir à sec la zone de travail jusqu’à 103 pieds (31 m) au niveau des fondations, environ 500 personnes furent employées à la fourniture d’air comprimé. La pression de l’air à maintenir était d’environ 2,8 bars. Les fondations furent terminées en novembre 1938. À la fin de 1940, l'érection des bras cantilever commença et s'acheva au milieu de l’été 1941. Les deux moitiés de la travée suspendue, chacune de 86 m de long et pesant 2000 tonnes, ont été construites en décembre 1941. Seize vérins hydrauliques, d’une puissance de 800 tonnes chacun, furent utilisés pour assurer la jonction des deux moitiés.
Après l'achèvement de la construction métallique et du bétonnage du tablier, le pont fut ouvert à la circulation en février 1943. Le vieux pont flottant fut alors mis hors service. En mai 1946, un recensement de la circulation sur le pont fut effectué et il a été constaté un trafic de 27 400 véhicules, 121 100 piétons et 2 997 bovins. Le trafic sur le pont, dépassait alors de 20 % celui du pont de Londres à la même période.
Le coût final du pont s'établit à 2.500.000 livres

Élévation de l'ouvrage.

## Descriptif

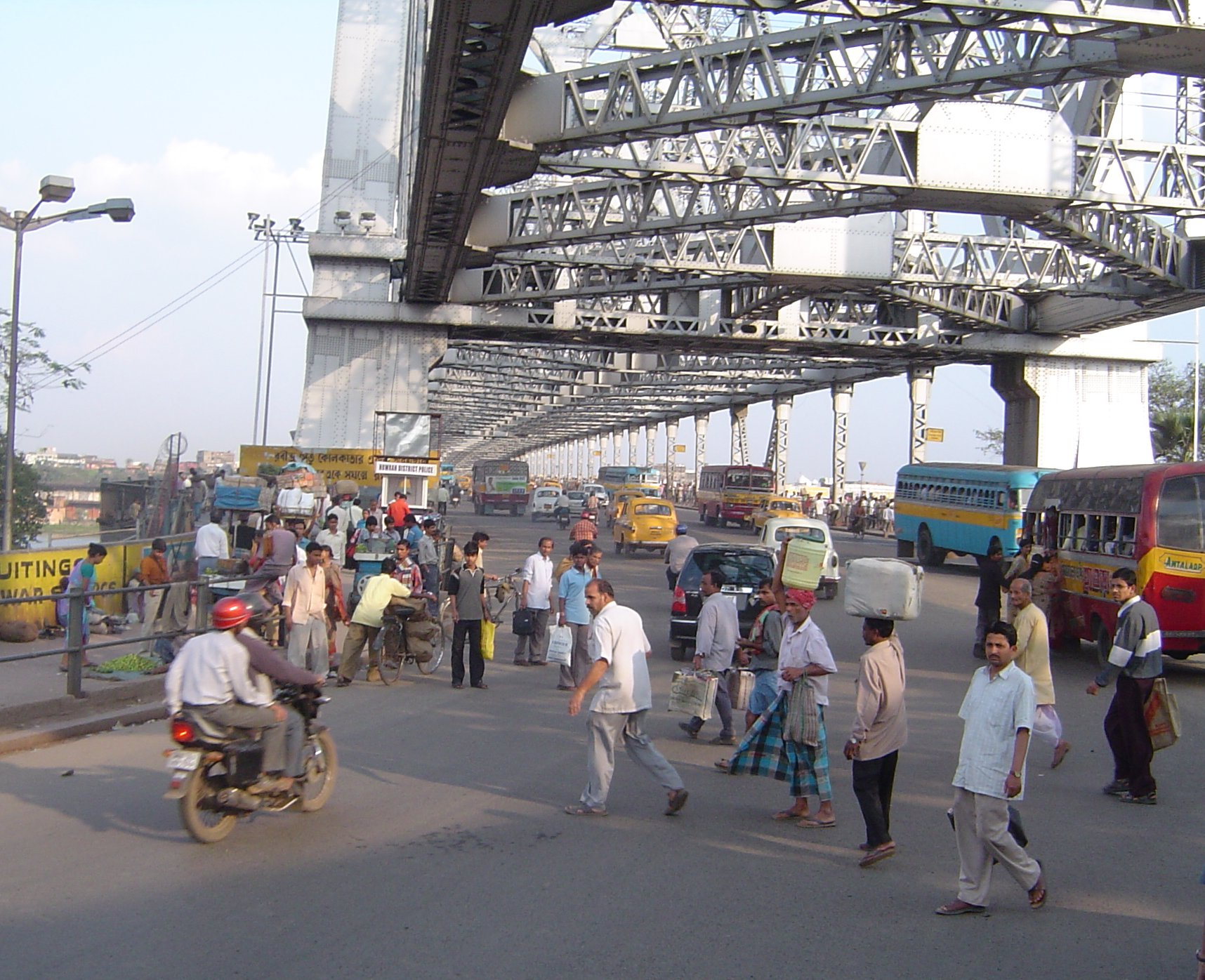

Le Howrah Bridge a été construit entre 1937 et 1943 et a une travée de 450 m de portée. Techniquement, c'est un pont en treillis de type cantilever, entièrement construit par rivetage, sans aucun écrou ni boulon. Actuellement il est utilisé comme pont routier, mais il a déjà permis le passage du tramway. Il a des ponts jumeaux sur le même fleuve, à savoir le Setu Vidyasagar Setu et le Vivekananda.
Howrah Bridge est la porte d’entrée à Kolkata. Construit sur la rivière Hooghly, son objectif initial était de faciliter les transports militaires entre Kolkata et la ville industrielle de Howrah pendant la Seconde Guerre mondiale. Il reste un pont cantilever reliant la ville et sa principale gare ferroviaire, la gare de Howrah, l'une des stations de chemin de fer les plus fréquentées du monde.
La structure métallique est longue de 655,70 mètres et large de 30 mètres ; plus de 26 500 tonnes d’acier à haute résistance ont été utilisées pour la structure métallique soutenue par deux pylônes, hauts de plus de 90 mètres au-dessus de la route. Prodige d'ingénierie, il peut se dilater jusqu'à un mètre pendant une journée d'été. 
Le pont porte huit voies et permet d’écouler chaque jour un trafic moyen d'environ 80000 véhicules, et plus d'un million de piétons et des milliers de bovins.
La circulation des bovins est interdite de nos jours.

## Le pont Howrah dans les arts

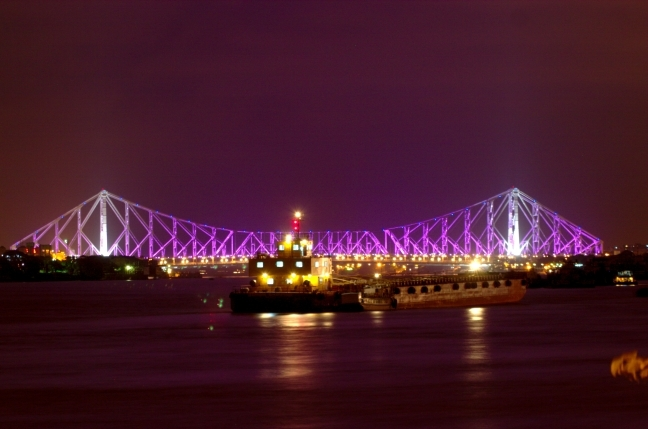
Le pont illuminé.

« Howrah Bridge » est le titre d'un film indien réalisé en 1958 par Shakti Samanta.
Il est mis en vedette dans les films suivants :
- Neel Neechey Akasher, réalisé en 1959 par le réalisateur bengali Mrinal Sen ;
- Amar Prem, 1971, par Shakti Samanta Bollywood ;
- Calcutta 71, un film de Mrinal Sen de 1972 qui obtint le trophée du meilleur film bengali ;
- La Nuit Bengali, un film en langue anglaise de Nicolas Klotz de 1988 ;
- La Cité de la joie un film franco-britannico-américain réalisé par Roland Joffé sorti en 1992 ;
- Shadows of Time, un film en langue bengali, réalisé par l’allemand Florian Gallenberger en 2004 ;
- Parineeta, un film de Bollywood réalisé par Pradeep Sarkar en 2005 ;
- Lion, un film américano-britannico-australien réalisé par Garth Davis, inspiré de l'autobiographie « Je voulais retrouvé ma mère » de Saroo Brierley, en 2016.